# Schiers (krets)
Schiers är en krets i distriktet Prättigau/Davos i den schweiziska kantonen Graubünden. Den ligger i nedre delen av dalen Prättigau.
Under 1500-talet trängdes det rätoromanska språket undan och ersattes av tyska, och den katolska kristendomen utbyttes mot den reformerta. Sedan 1965 finns återigen en katolsk kyrka i Schiers.

## Indelning
Schiers är indelat i två kommuner:
| Krets Schiers | Krets Schiers | Krets Schiers       | Krets Schiers |
| Vapen         | Kommun        | Invånare 2012-12-31 | Yta i km²     |
| ------------- | ------------- | ------------------- | ------------- |
| Grüsch        | Grüsch        | 1 921               | 43,30         |
| Schiers       | Schiers       | 2 576               | 61,66         |